# Germán Efromovich
Germán Efromovich (La Paz, 28 de marzo de 1950) es un empresario boliviano. Ingeniero Mecánico de la Universidad FEI de Brasil, inició su carrera profesional en 1976 en el Grupo SGS.

## Biografía
Hijo de inmigrantes judíos cuyas familias padecieron el exterminio nazi, Germán nació el 28 de marzo de 1950 en La Paz, Bolivia. Vivió sus primeros años en Bolivia, parte de su infancia en Chile también se nacionalizó brasileño, para posteriormente recibir la nacionalidad colombiana.
Trabajó en Brasil como vendedor de enciclopedias y como dueño de una escuela privada en São Bernardo do Campo antes de consolidarse como empresario. Graduado en Ingeniería Mecánica de la Universidad de Brasil (FEI), de Sao Paulo. Inició su carrera profesional en 1976 en el Grupo SGS. Para 1977 incursionó en negocios alrededor del mercado petrolero en Brasil, apalancado en el desarrollo de sus compañías en diferentes sectores productivos. 
Inicialmente dedicado a ensayos no destructivos en la empresa brasileña de petróleo, Petrobras, Efromovich incorporó otras actividades al punto de llegar a construir y arrendar plataformas petrolíferas. A raíz del hundimiento de una de estas plataformas en la costa de Brasil y de problemas con las compañías de seguros y Petrobrás, Efromovich empezó a invertir en la industria de la aviación poniendo en marcha la aerolínea OceanAir en Brasil. 
Efromovich llegó a Colombia en la década de los 90 con objetivos de invertir en la industria petrolera, por su gran experiencia en el sector de hidrocarburos en Brasil. Fue así como decidió buscar nuevas oportunidades de exploración en Campo Rubiales y comenzó a prestar servicios con Transmeta. No obstante, el sector aeronáutico llamó la atención de este inversionista. Germán Efromovich vio en Avianca oportunidades financieras y de crecimiento para la colectividad del país y Latinoamérica, por ser Colombia privilegiada por su ubicación geográfica estratégica. 
En el año 2000 creó el Synergy Group, posicionado hoy como un conglomerado empresarial con negocios Synergy Group. Actualmente, el grupo cuenta con inversiones en  hidrocarburos y energía, construcción naval, exploración y explotación de petróleo, firmas de inspecciones técnicas, radioquímica, radio-fármacos, agroindustria, hotelería y aviación. 
En 2004 adquiere la aerolínea colombiana Avianca, y realizó otras inversiones consolidando Synergy Group. OceanAir cambió su nombre a Avianca Brasil en 2010. Además posee las aerolíneas Taca, VIP, Tampa Cargo, Avianca Ecuador (antes conocida como Aerogal) y Avian (antes conocida como Macair Jet). 
En el área de los transportes terrestres cuenta con la empresa Rs Corp que administra la flotilla de la compañía entre los cuales posee la flotilla de camiones Deprisa vehículos de  transporte ejecutivo Empresariales SAS y una empresa de taxis llamada Tax Total además de la cadena de hoteles Movich Hotels & Resorts que cuenta con 8 hoteles en Colombia.

## Familia
Tiene un hermano José Efromovich, Presidente de Avianca (Brasil), con quien trabaja junto. Es casado tiene 8 hijas y un hijo, reside principalmente en Bogotá, con frecuentes viajes a São Paulo, Río de Janeiro y La Paz.